# 西武総合企画
株式会社西武総合企画（せいぶそうごうきかく）は、埼玉県所沢市に本社を置く西武グループのバス会社。西武バスの100%子会社である。本社・本店はそれぞれ、西武バスの本社・本店と同位置に所在する。特定バス専業事業者であり、西武バスの特定バス事業を分社化するため設立された。
本項では西武総合企画から分社化された、清掃業・ビルメンテナンス事業・警備事業を行う株式会社西武SCCAT（せいぶスキャット）についても記述する。

## 概要
埼玉県南西部における特定旅客自動車輸送の需要の高まりを受け、西武バスからの分社化により、1983年9月1日に西武自動車株式会社（2代目）として設立。翌1984年より特定旅客自動車運送事業を始める。
1995年よりビルメンテナンス・清掃業を始めたほか、西武バスが警備会社へ委託してきた沿線のバス誘導を当社の受託に切り替えるため、1996年に警備事業を始める。その結果、自動車運送専業ではなくなり、社名と実際の事業を合わせるため、1998年に株式会社西武総合企画（旧法人）へ社名変更した。
2010年11月時点では、15の学校と18の団体に送迎バスを運行していた。
2012年に会社分割により、旧法人の西武総合企画を「株式会社西武SCCAT」に社名変更して警備・清掃・ビルメンテナンスの業務を分離した。同時に新たに現法人の株式会社西武総合企画を設立し、特定旅客自動車運送事業を新法人へ移管した。

## 沿革

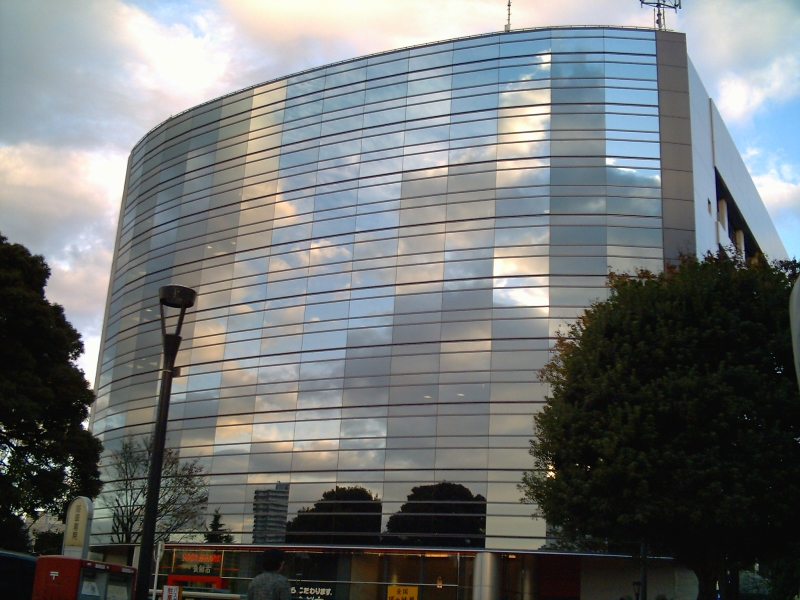
旧本社が入居していた西武第二ビル

- 1983年9月1日 - 西武自動車株式会社として設立。
- 1984年4月 - 特定旅客自動車運送事業を開始。
- 1995年6月 - 清掃事業・ビルメンテナンス事業を開始。
- 1996年5月 - 警備事業を開始。
- 1998年8月1日 - 株式会社西武総合企画（旧法人。以下「旧西武総合企画」）へ社名変更。
- 2000年9月 - 旅行業登録。
- 2005年12月22日 - ISO 9001 2000年版を取得。
- 2006年3月 - 小平営業所と大泉営業所を廃止し、高野台営業所を設置。
- 2009年6月 - 所沢センターを設置し、所沢営業所と飯能営業所の一部路線を移管。
- 2009年12月 - ISO 9001 2008年版を取得。
- 2012年10月1日 - 会社分割により、西武総合企画（旧法人）を株式会社西武SCCATに変更、清掃・警備事業に特化。同時に新設分割された株式会社西武総合企画（現法人）に特定旅客自動車運送事業を移管。
- 2015年7月27日 - 本社を初代所沢センター跡地に建設された西武バス本社内へ移転。

## 営業所

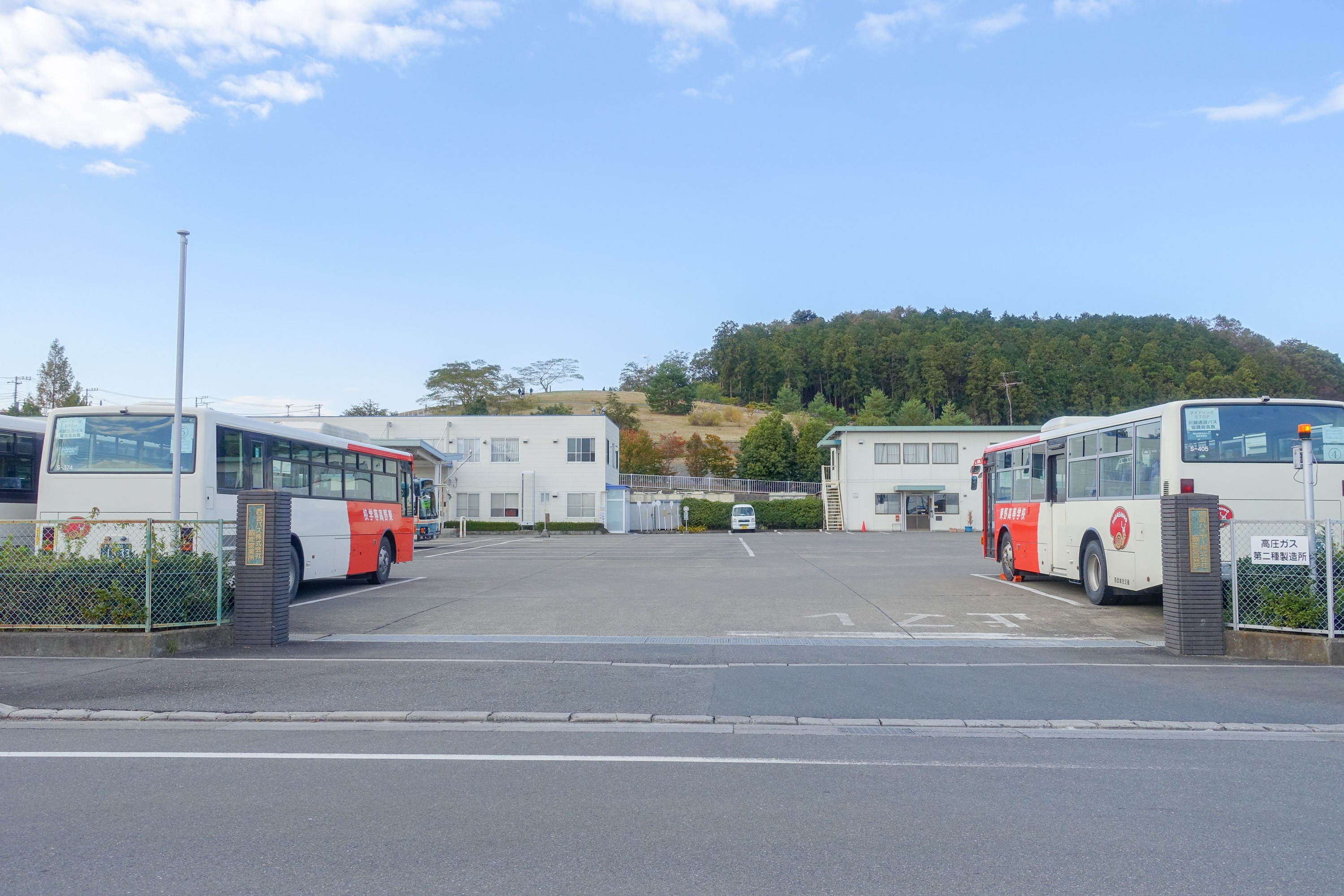
飯能営業所（西武バス飯能営業所併設）

2021年現在、都内1か所、埼玉県内5か所の計6か所に営業所を設置する。
高野台営業所
西武観光バス練馬営業所（元：西武バス高野台営業所）併設。ホテルカデンツァ東京のシャトルバス、淑徳小学校、早稲田大学早稲田キャンパスとキャンパス間輸送のスクールバスを運行する。2021年3月まで大東文化大学板橋キャンパスのスクールバスなどを運行していたが、ビーエム観光に統一されたため現在は撤退している。西武池袋本店の駐車場シャトルバスは2024年7月28日で運行を終了した。2024年現在、西武総合企画で唯一の都内の営業所である。
所沢営業所
開設当時はは所沢駅東口の旧西武バス所沢営業所の分車庫に存在していたが、新座営業所と統合する際に東所沢駅北東の所沢市立柳瀬小学校付近に移転した。かつて日本大学藝術学部が所沢校舎への特定バスを西武総合企画に運行委託しており、当営業所が担当していたがキャンパス廃止に伴い廃止となった。ほかにも、立教大学新座キャンパス、跡見学園女子大学、淑徳大学埼玉キャンパス、秋草学園高等学校のスクールバス、信愛病院（清瀬市梅園）、キューソー流通システム、協栄流通、ところざわサクラタウンの従業員送迎バスなどを運行する。
かつては「埼玉スポーツセンター にいざ温泉」の無料シャトルバスを運行受託しており、専用車両として路線仕様の日産・シビリアンが2台在籍し（S-97、S-141）、笹カラーの上から「にいざ温泉」のパートラッピングを付けて運行していた。現在「にいざ温泉」の無料シャトルバスは運行終了している。
所沢センター
所沢市小手指元町2-6-1に立地。以前は所沢駅東口の旧西武バス所沢営業所に存在した。先述の所沢営業所が現在の場所へ移動した後に飯能営業所から移管され、現西武バス本社が建設する際に現在の場所へ移転した。早稲田大学所沢キャンパスのスクールバス、所沢慈光病院（所沢市北中）の無料送迎バス、プリンスホテルリネンサプライの従業員送迎バスを運行する。
川越営業所
西武バス川越営業所併設。星野学園小学校・星野学園中学校・星野高等学校、尚美学園大学、聖学院大学のスクールバスや川越東部工業会や豊岡第一病院へのシャトルバスなどを運行する。
狭山営業所
西武バス狭山営業所併設。川越営業所から独立する形で2012年に開設。西武学園文理中学校・高等学校のスクールバスや埼玉石心会病院の循環バスなどを運行する。
飯能営業所
西武バス飯能営業所併設。鈴木慈光病院、久爾カントリークラブなどのシャトルバス、駿河台大学、東野高等学校のスクールバスなどを運行する。かつてはイオン昭島ショッピングセンター、ザ・モールみずほ16のシャトルバス、大妻女子大学狭山台キャンパス、早稲田大学所沢キャンパスのスクールバスも運行していた。なお、早稲田大学のスクールバスは所沢センターに移管されている。

### かつて存在した営業所
芝営業所
2006年、ザ・プリンス パークタワー東京（東京都港区芝公園）の構内に設置。2005年開業の同ホテルおよび、東京プリンスホテルのシャトルバスを運行していた。2020年3月31日をもって閉所となり、両ホテルのシャトルバスは別会社へ担当が変更されている。閉所時はいすゞガーラミオと日産シビリアン1台ずつの計2台在籍していた。
大泉営業所
現在西武バスの整備工場があり、かつて西武バス大泉営業所があった大泉学園駅北口に立地していた。近くのリヴィンOZ大泉店（プラッツ大泉）のカルチャーセンター「西友コミュニティ・カレッジ大泉」受講者向けに無料送迎バスを運行していた。2009年12月31日のコミュニティ・カレッジ閉鎖にともない送迎バスも同日廃止された。2003年11月30日時点で、ライオンズカラー（白地に3色帯とレオマーク）の日産・シビリアンが7台在籍していた（2代目・W40型系が5台、3代目・W41型系が2台）。現在は高野台営業所に統合されている。
小平営業所
西武バス小平営業所と同じ場所に立地しており、2003年11月30日時点で、三菱ふそう・エアロミディ (U-MK117J) が1台、日産ディーゼルRM (U-RM210GSN) が2台、日産ディーゼル・UA (KC-UA460LSN) が1台、計4台が在籍していた。現在は大泉営業所とともに高野台営業所へ統合。
上石神井営業所
滝山営業所
2002年秋廃止、所沢営業所へ統合。
新座営業所
2003年秋廃止、所沢営業所へ統合。跡見学園女子大学や信愛病院、にいざ温泉などの送迎バスを運行していた。
小鹿野営業所
小鹿野町立小鹿野幼稚園バスを運行していた。2003年11月30日時点で、日産・シビリアン1台のみが在籍していた。2005年夏廃止。

## 車両

### 概説
2019年1月現在、特定車両226両が在籍している。かつては親会社の西武バス同様、日産ディーゼル（現：UDトラックス）製の車両が多かったが、そのほか国産ディーゼル4メーカーの車両すべてが在籍する。契約先の自家用バスから転入した車両もあり、西武バスでは少数派の日野自動車製の車両も在籍する。
日産ディーゼル車は、親会社の西武バスと同様に富士重工製の車体で導入していたが、富士重工のバスボディ製造事業撤退後は、西武バスと同様に西日本車体工業（西工）製の車体で導入した。
小型車は日野・リエッセが在籍する。リエッセは路線仕様（ステップリフトバス）と観光仕様（トップドア）があり、西武バスからの中古移籍車と自社発注車が在籍する。
マイクロバスは日産・シビリアンが多いが、日野・リエッセIIや三菱ふそう・ローザ、トヨタ・ハイエースコミューターも在籍する。
2007年時点の在籍車両は、全171台中3分の2にあたる113台が日産ディーゼル車であった。2010年6月30日時点では、2007年より5台増車し176台が在籍していた。車両のバリアフリー化にも取り組んでおり、2007年5月には立教大学のスクールバス用にノンステップバスを導入した。その後、早稲田大学や星野学園などのスクールバスにおいてもノンステップバスが導入されている。

### メーカー・車種
| メーカー                            | 車両数 |
| ----------------------------------- | ------ |
| UDトラックス （旧：日産ディーゼル） | 77台   |
| いすゞ自動車                        | 108台  |
| 日産自動車                          | 10台   |
| 日野自動車                          | 11台   |
| 三菱ふそうトラック・バス            | 18台   |
| トヨタ自動車                        | 3台    |
| 合計                                | 227台  |
| 2021年7月15日現在                   |        |

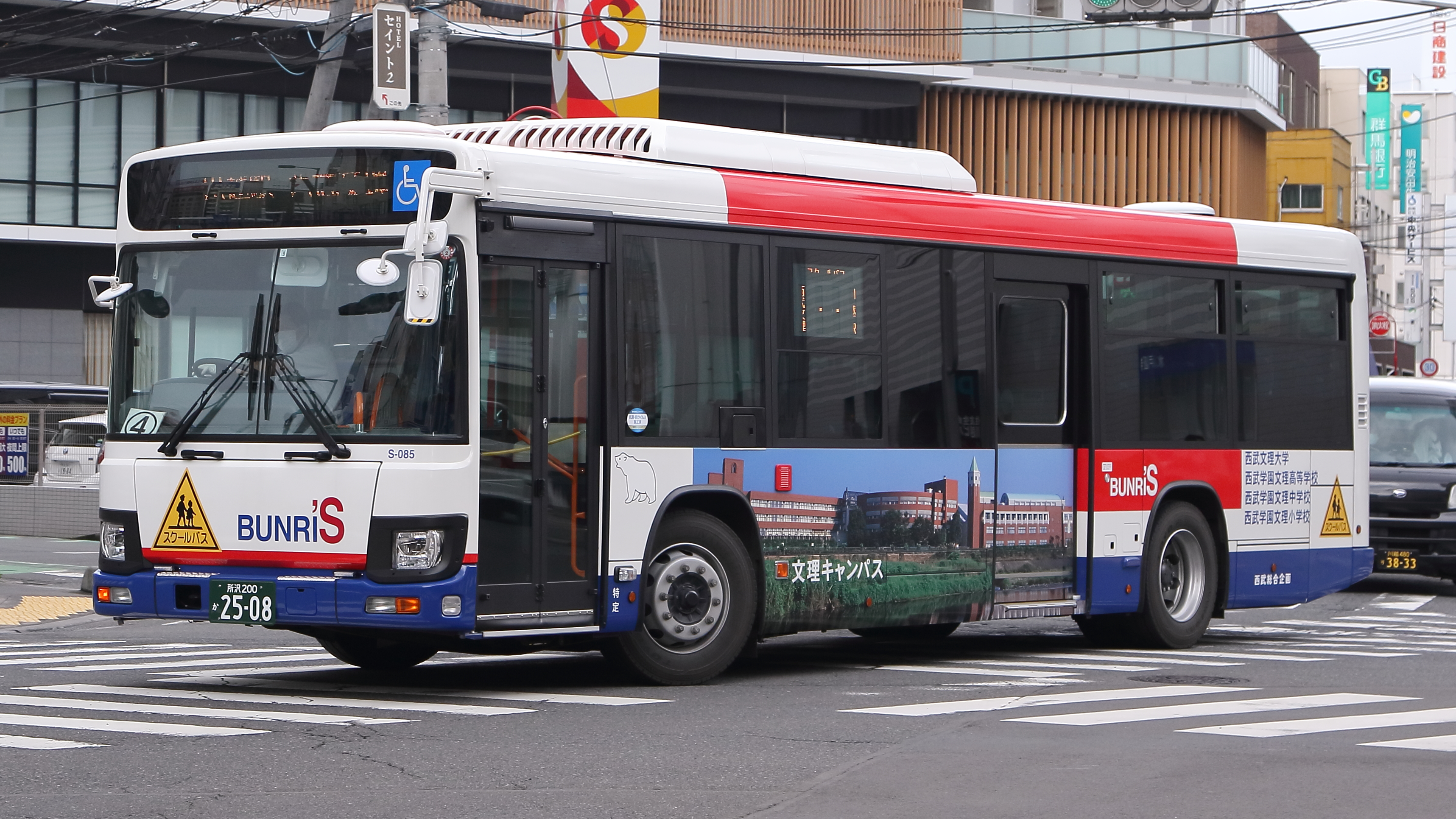
狭山営業所所属 (S-085)
既存車の代替で登場したいすゞ・エルガ。

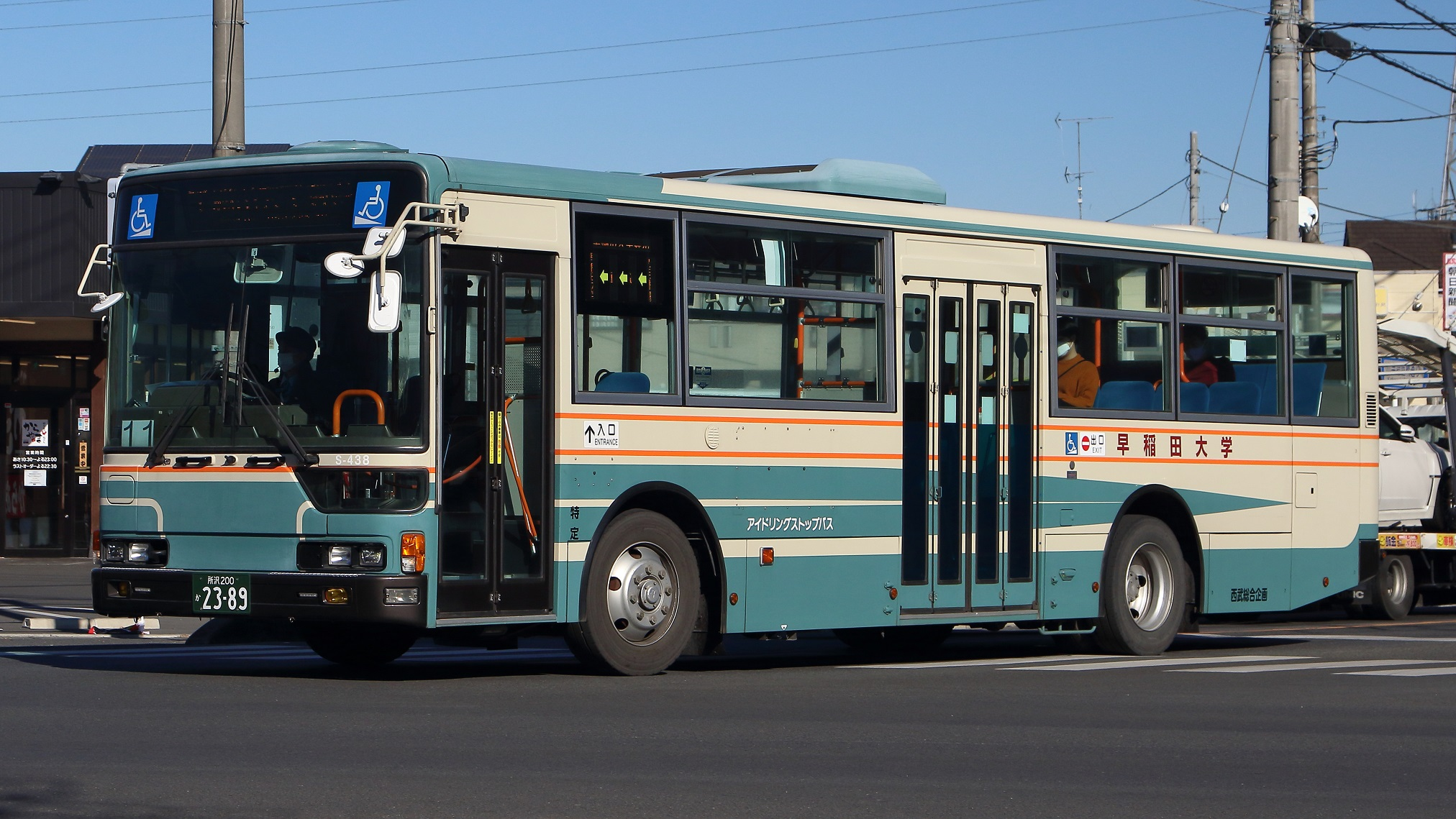
所沢センター営業所所属 (S-438)
西武バスからの移籍車。4枚折戸ワンステップ車はスクールバスで重宝されている。

一部の車両は直接新車で投入され、各特定輸送先ごとの専用塗装になっている（早稲田大学所沢キャンパス送迎、西武文理学園送迎など）。しかし多くの車両は、親会社の西武バス各営業所（新座・滝山・上石神井・練馬など多岐にわたる）や、西武グループの西武観光バスから転入しており、車種はバラエティ豊富である。路線バスからの転用車はその多くが料金箱・出入口表記等が撤去され、社番が変更されるなどの手が加えられているものの、一般路線用の車両と同様の「笹カラー」と呼ばれる西武バスグループ独特の塗装のまま使用されており、側面には各特定輸送先の略称が入っている。輸送力の大きいワンステップバスが多く在籍しているが、バリアフリー対応や新車納入までの補填としてしばしばノンステップバスが移籍する事例もある。
かつてはツーステップバスも所属していたが、東部工業会で使用していたいすゞ・エルガのツーステップ車が引退したため、西武バスからの移籍車のツーステップ車は現存しない。2014年度から西日本車体工業（西工）製の日産ディーゼル（現：UDトラックス）の車両の転入が始まり、西武バスからの移籍車の一大勢力となった。しかし、2017年度から日産ディーゼル・スペースランナーAやいすゞ・エルガのワンステップ車が転入し始めたため、西工ボディの大型車両が減少している。2019年度には西武バス練馬営業所から日野・ブルーリボンシティハイブリッドが移籍し、西武総合企画では初のハイブリッドバスとなった。
各営業所に1台もしくは数台の共通予備車が存在し、本務車が何らかの理由で運用できない場合に備えて配置されている。予備車は基本的に西武バスからの移籍車で、側面に契約先の表記がなく運用時に契約先が記されたマグネットを貼ることで対応している。
2016年4月1日からは、川越営業所に衝突被害軽減ブレーキ(PCS)やアクティブセーフティシステムを備えたトイレ付き車両を2台配備し、星野学園小学校・中学校・高等学校へのスクールバスとして運行している。同学校へのスクールバス路線としては比較的長距離の運行となる、JR高崎線宮原駅（約45分）・JR宇都宮線東大宮駅（約60分）と学校を結ぶ路線に各1台が充当されている。なお、このバスは星野学園の運営する川越東高等学校へのスクールバスとして利用されることもある。川越東高等学校のスクールバスの多くは関東自動車が運行しているが、一部を西武総合企画が運行している。車種はいすゞ・ガーラ (QTG-RU1ASCJ) である。埼玉女子短期大学向けにもいすゞ・ガーラが登場し、桶川駅発着の便で使用されている。

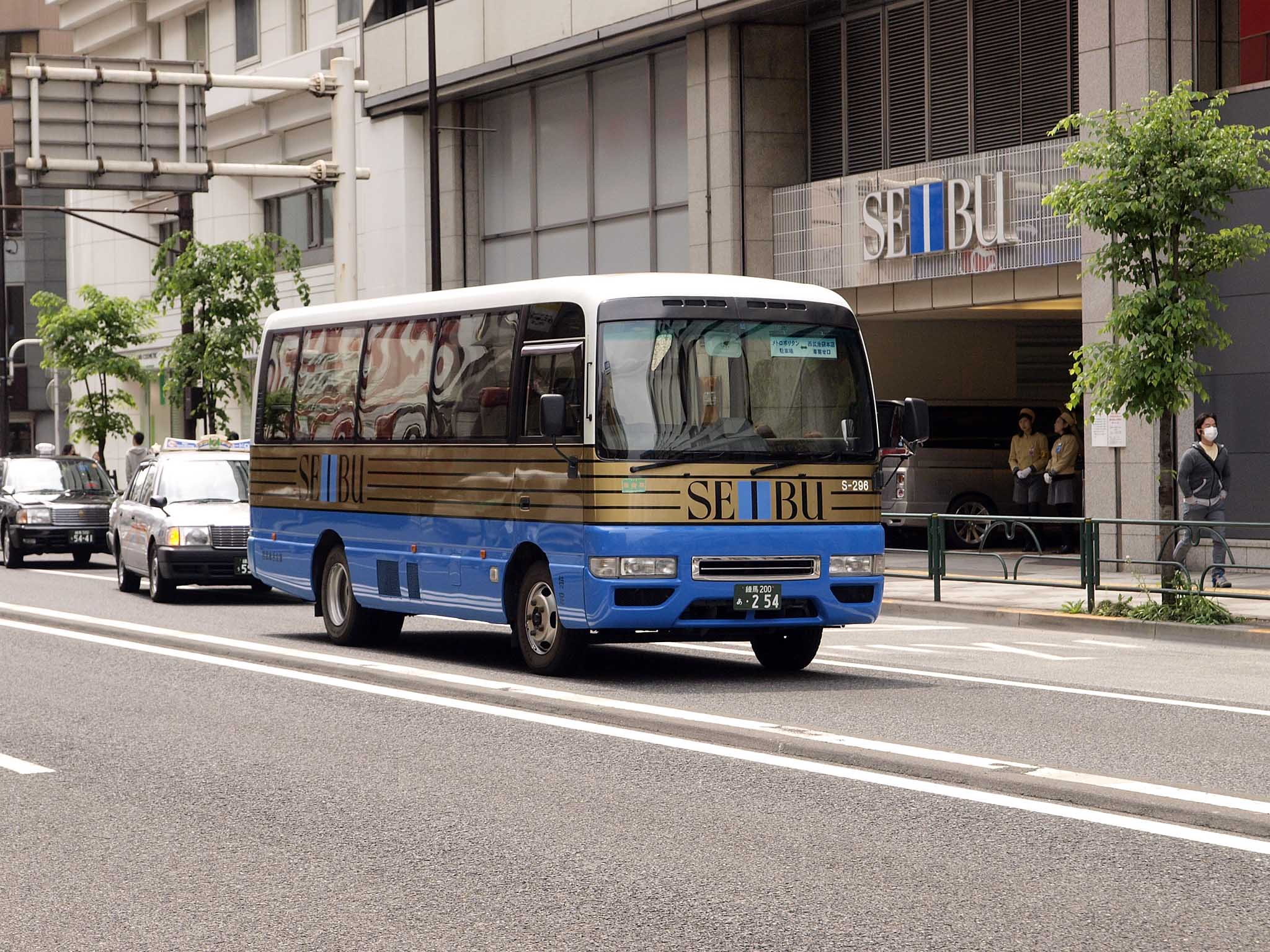
高野台営業所所属（S-296） 西武池袋本店エリアバス
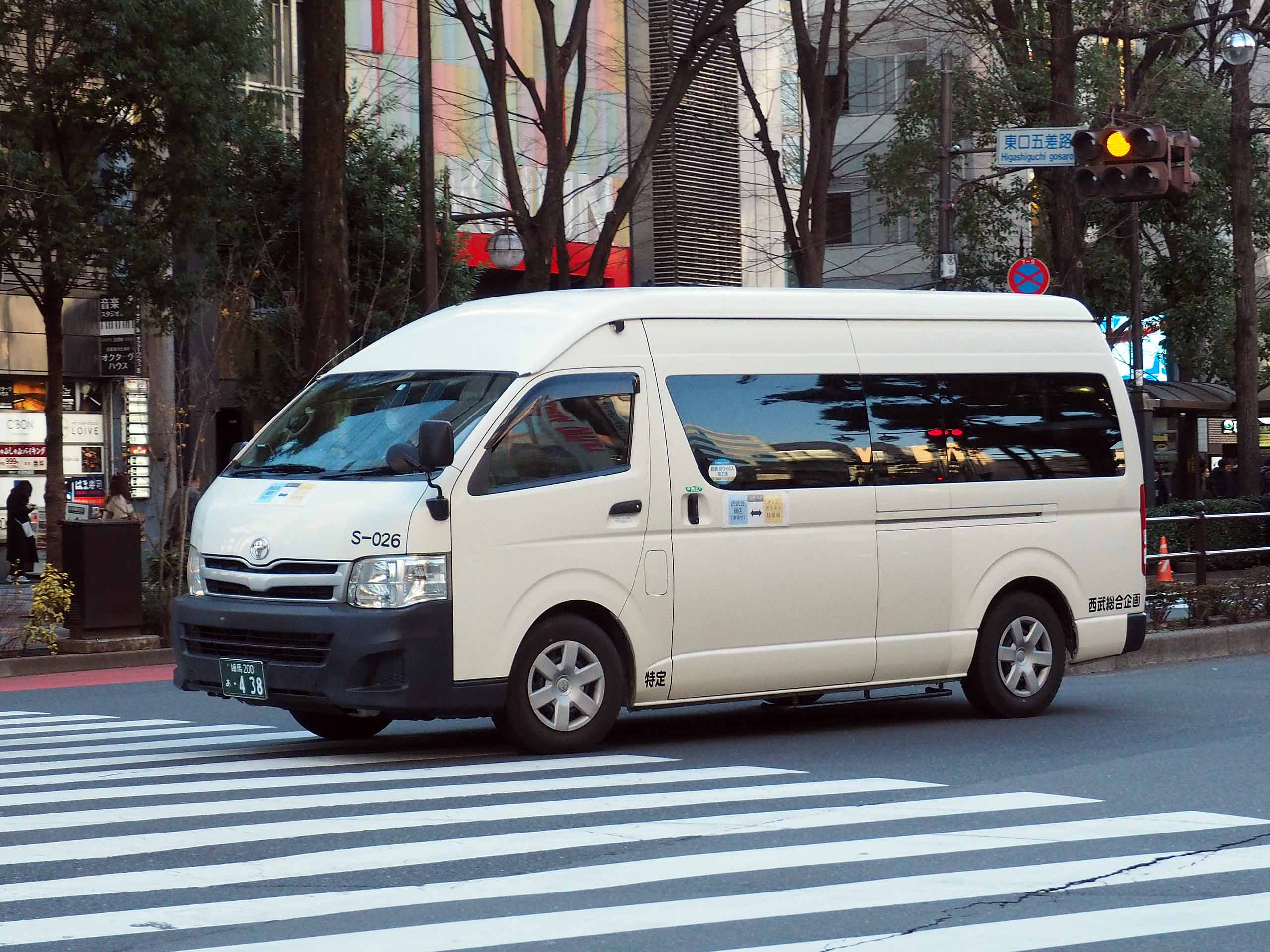
高野台営業所所属（S-026） 西武池袋本店エリアバス代走時
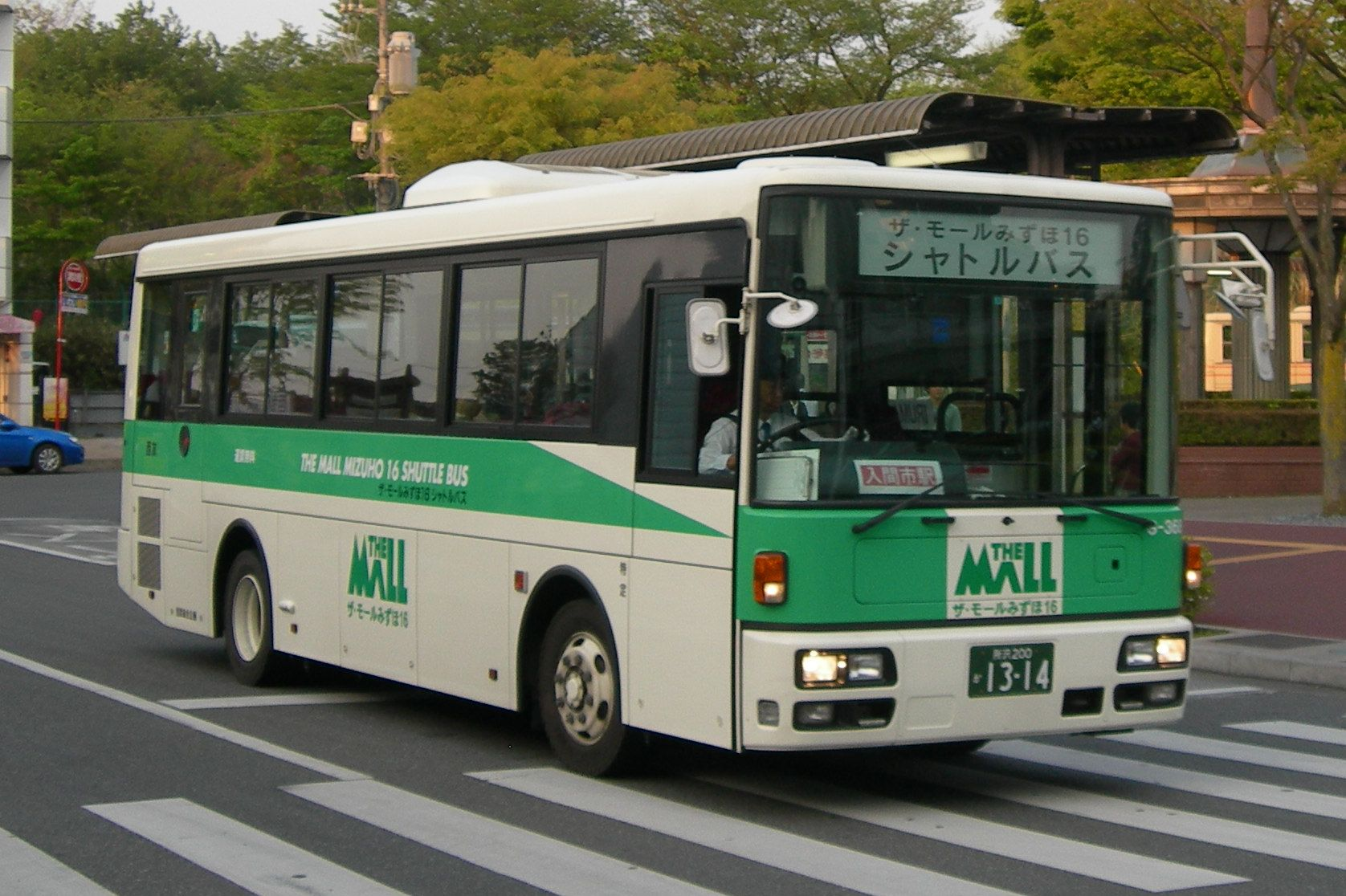
飯能営業所所属（S-368） ザ・モールみずほ16シャトルバス
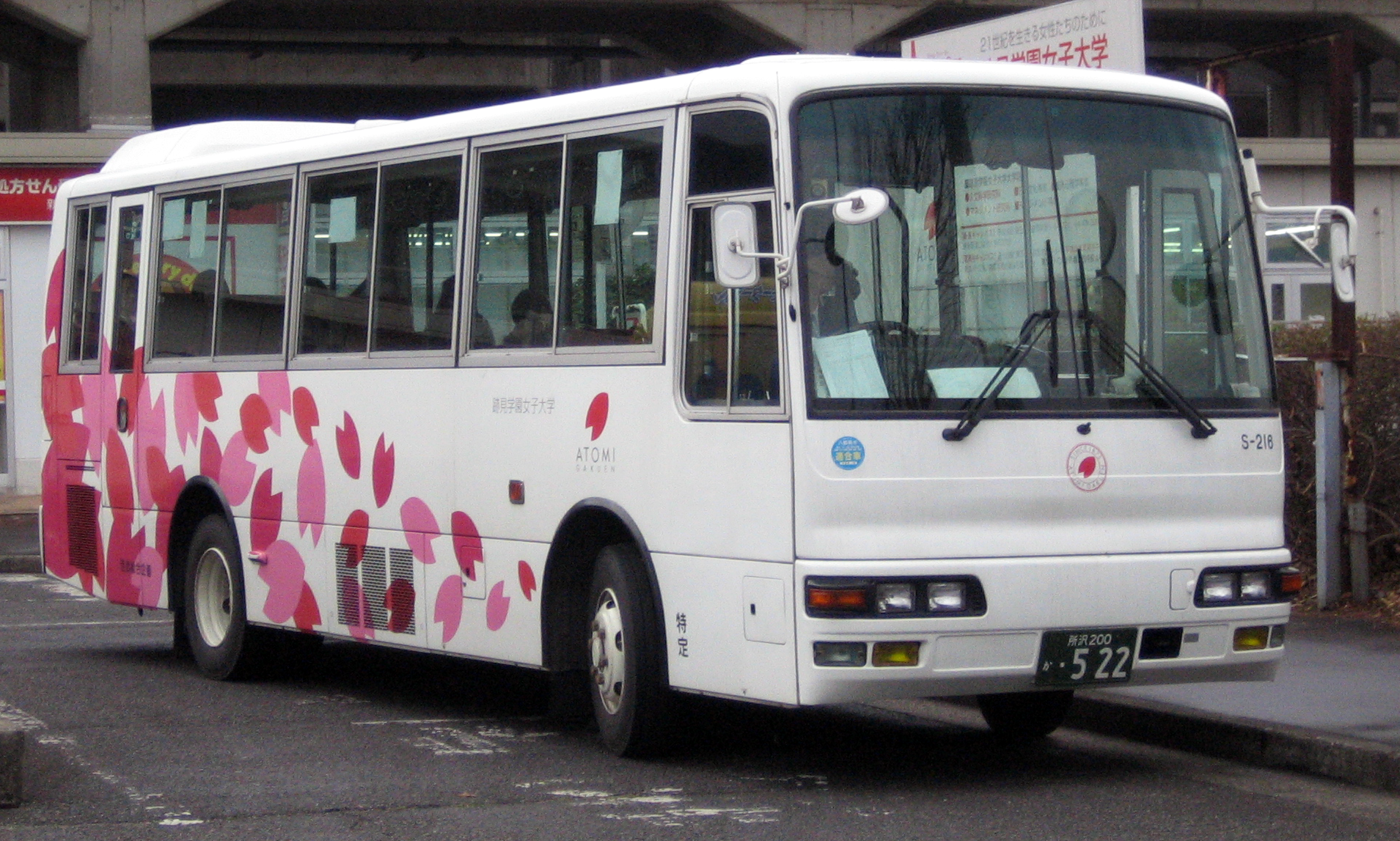
所沢営業所所属（S-216） 跡見学園女子大学「さくらの学バス」
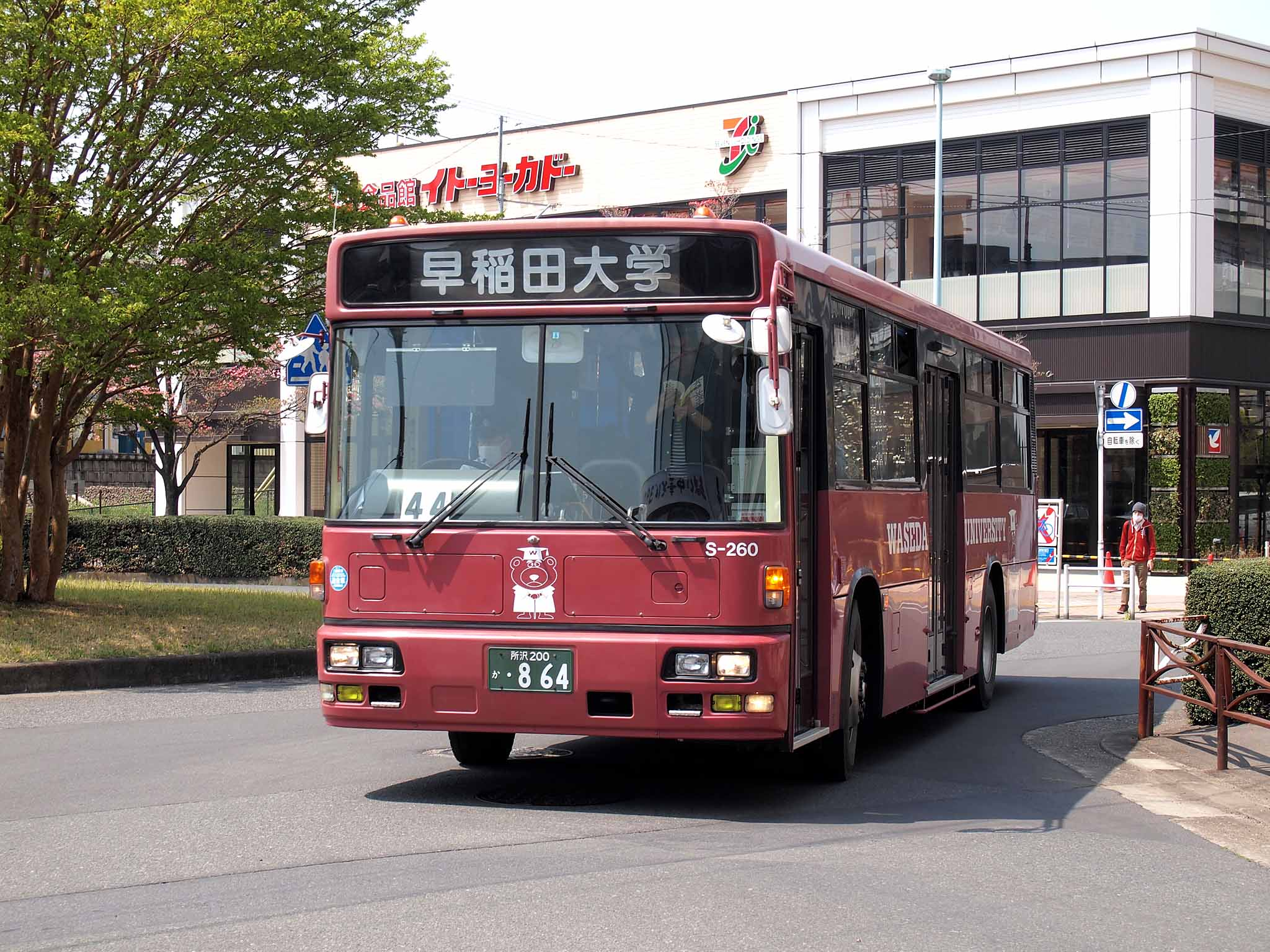
所沢センター所属（S-260） 早稲田大学スクールバス

## 西武SCCAT
西武SCCAT（せいぶスキャット）は、西武グループ各社における警備業務、清掃業務を請け負うほか、ビルメンテナンス業、病院内の清掃・消毒業務、運輸に関する受託業務、冠婚葬祭場など貸会場の経営を行う企業である。 
社名は「安全安心な快適環境」を意味する「Safety Care Comfort ATmosphere」の頭文字を取ったものである。
1995年6月、西武バスの車両と営業所の清掃を旧・西武総合企画が受託し、清掃事業を開始する。翌1996年5月、西武バスが警備会社に外注してきた沿線のバス誘導を当社に受託させるため、警備業務も開始した。
西武グループ各社施設の警備・清掃を請け負っており、警備員数は2010年時点で約500名を擁する。経費節減と合理化のため、他社に外注していた警備業をグループ会社化したことにより、警備事業の2009年度の売上高は16億円を超え、当社の事業に占める割合は最大のものとなった。
大宮アルシェや軽井沢・プリンスショッピングプラザ、那須ガーデンアウトレットの警備・清掃を受託する。2011年1月現在、西武鉄道沿線の駅や、ほとんどのプリンスホテルの警備を受託している。
2012年10月1日、旧・西武総合企画が会社分割により「株式会社西武SCCAT」に変更され、プリンスホテルのグループ会社となった。
その後西武プロパティーズ（社名変更により株式会社西武リアルティソリューションズ）のグループ会社に変更され2025年4月1日、不動産事業再編に伴い西武不動産ビルマネジメントとして商業変更された。

### 会社概要
2021年3月31日現在。
- 本社所在地：東京豊島区東池袋3丁目1-5　サンシャインシティプリンスホテル2階
- 設立：1983年（昭和58年）9月1日
- 代表者：代表取締役社長 宇都宮洋
- 事業内容：ファシリティマネジメント事業（施設・設備管理事業、環境衛生事業、保安警備事業）
- 資本金：3,000万円
- 売上高：39億円（2021年3月期）
- 従業員数：611名（2021年3月31日現在）

公益社団法人全国ビルメンテナンス協会・東京ビルメンテナンス協会会員。一般社団法人東京都警備業協会・埼玉県警備業協会・北海道警備業協会会員。